# Затор (гмина)
Затор (пол. Zator) — городско-сельская гмина в Польше, входит как административная единица в Освенцимский повет, Малопольское воеводство. Население — 9026 человек (на 2004 год).

## Демография
| Перепись                       | Всего   | Всего | Женщины | Женщины | Мужчины | Мужчины |
| ------------------------------ | ------- | ----- | ------- | ------- | ------- | ------- |
| Единицы                        | человек | %     | человек | %       | человек | %       |
| Население                      | 9026    | 100   | 4535    | 50,2    | 4491    | 49,8    |
| Плотность населения (чел./км²) | 175,5   | 175,5 | 88,2    | 88,2    | 87,3    | 87,3    |

## Сельские округа
1. Грабошице
2. Гродзиско
3. Ляскова
4. Ловички
5. Пальчовице
6. Подольше
7. Рудзе
8. Смолице
9. Тшебеньчице

## Соседние гмины
1. Гмина Альверня
2. Гмина Бабице
3. Гмина Пшецишув
4. Гмина Спытковице
5. Гмина Томице
6. Гмина Вепш